# ایزارکو راوائیولی
ایزارکو راوائیولی (ایتالیایی: Isarco Ravaioli؛ ‏ ۳ مارس ۱۹۳۳ – ۱۵ فوریه ۲۰۰۴) بازیگر اهل ایتالیا بود.
از فیلم‌هایی که وی در آن نقش داشته‌است می‌توان به ارثیه مرگبار، جان‌سخت، رازگشایی‌های یک روان‌پزشک در مورد دنیای انحرافات جنسی، هرزگی، حقیقت بنابر نظر شیطان، ولکان، پسر ژوپیتر، عهد عتیق، قهرمانان، شیر یا خط و تعقیب مرگبار اشاره کرد.